# 南洲路

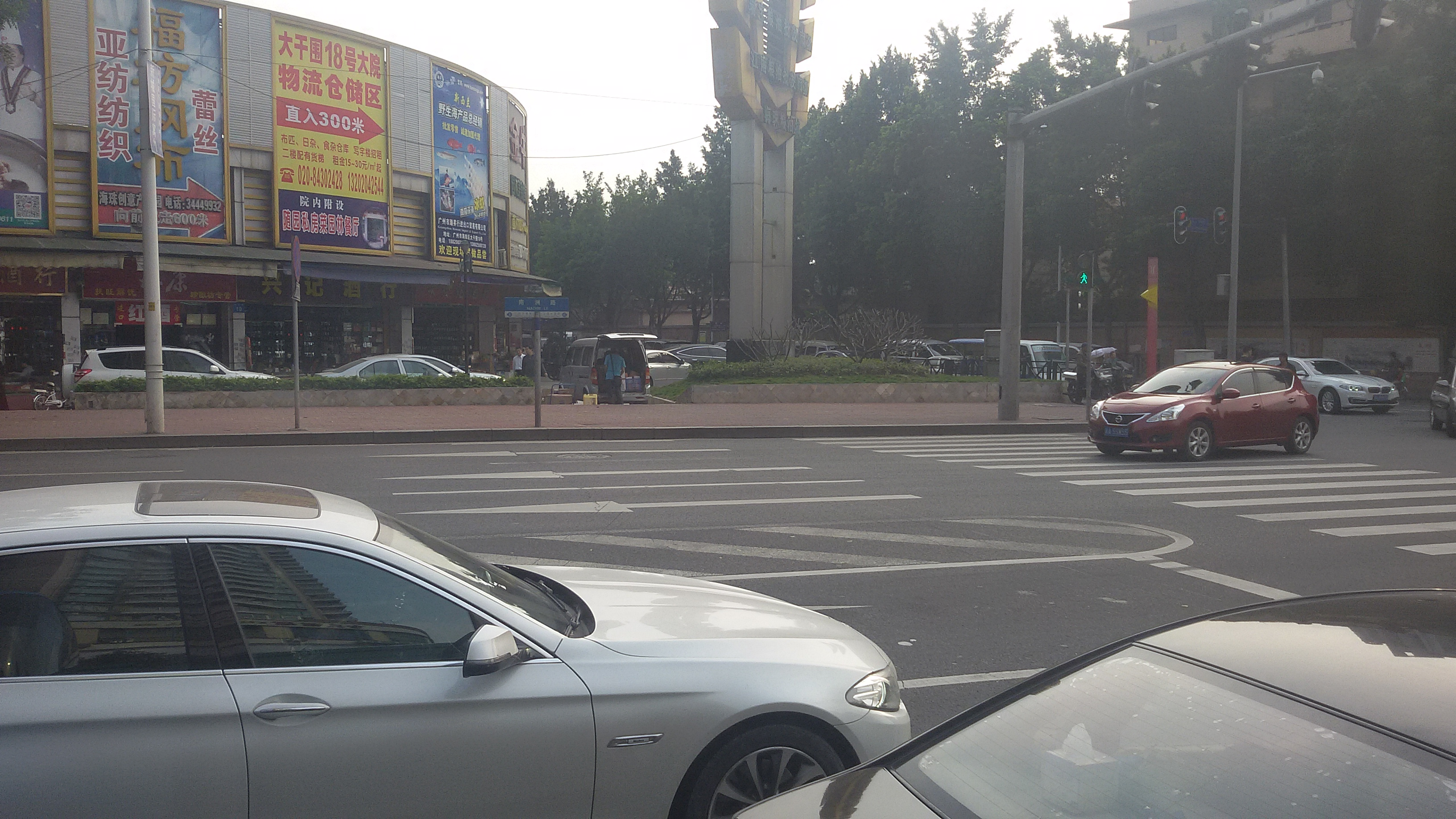
南洲路

南洲路位于中国广州市海珠区，是一条至东南走向的道路，两端分别与工业大道和瀛洲路相接，分别以东晓南路口，和华南快速干线为界。

## 与之交汇道路
- 從西往東排列，粗體字為主幹道
- 工業大道南
- 东晓南路
- 广州大道
- 华南快速干线
- 振兴路
- 沥滘大道

## 公共交通
- 广州地铁2号线南洲站
- 广佛地铁南洲站

均在鄰近南洲路位置設有出口。